# Bois-de-Champ
Bois-de-Champ – miejscowość i gmina we Francji, w regionie Grand Est, w departamencie Wogezy.
Według danych na rok 1990 gminę zamieszkiwało 87 osób, a gęstość zaludnienia wynosiła 5 osób/km² (wśród 2335 gmin Lotaryngii Bois-de-Champ plasuje się na 958. miejscu pod względem liczby ludności, natomiast pod względem powierzchni na miejscu 253.).